# NGC 3258E
NGC 3258E (другие обозначения — ESO 375-60, MCG -6-23-51B, PGC 31131) — спиральная галактика (Sb) в созвездии Насос.
Этот объект не входит в число перечисленных в оригинальной редакции «Нового общего каталога» и был добавлен позднее.
Галактика NGC 3258E входит в состав группы галактик NGC 3223. Помимо NGC 3258E в группу также входят ещё 16 галактик.